# Bulbophyllum incumbens
Bulbophyllum incumbens là một loài phong lan thuộc chi Bulbophyllum.